# Mount Schlossbach
Mount Schlossbach ist ein Berg in der antarktischen Ross Dependency. Auf der Edward-VII-Halbinsel ragt er unmittelbar südöstlich des Mount Nilsen in der südlichen Gruppe der Rockefeller Mountains auf.
Entdeckt wurde er am 27. Januar 1929 während eines Überfluges bei der ersten Antarktisexpedition (1928–1930) des US-amerikanischen Polarforschers Richard Evelyn Byrd. Dieser benannte ihn später nach Isaac „Ike“ Schlossbach (1891–1984), Teilnehmer an der United States Antarctic Service Expedition (1939–1941) und dabei von November bis Dezember 1940 beteiligt an der Errichtung einer seismischen Station in den Rockefeller Mountains.